# Rezerwat przyrody Torfowisko Rąbień
Rezerwat przyrody Torfowisko Rąbień – torfowiskowy rezerwat przyrody, położony na terenie wsi Rąbień AB w gminie Aleksandrów Łódzki, w powiecie zgierskim (województwo łódzkie). Jest położony w zasięgu działania leśnictwa Smulsko (Nadleśnictwo Grotniki).

## Charakterystyka

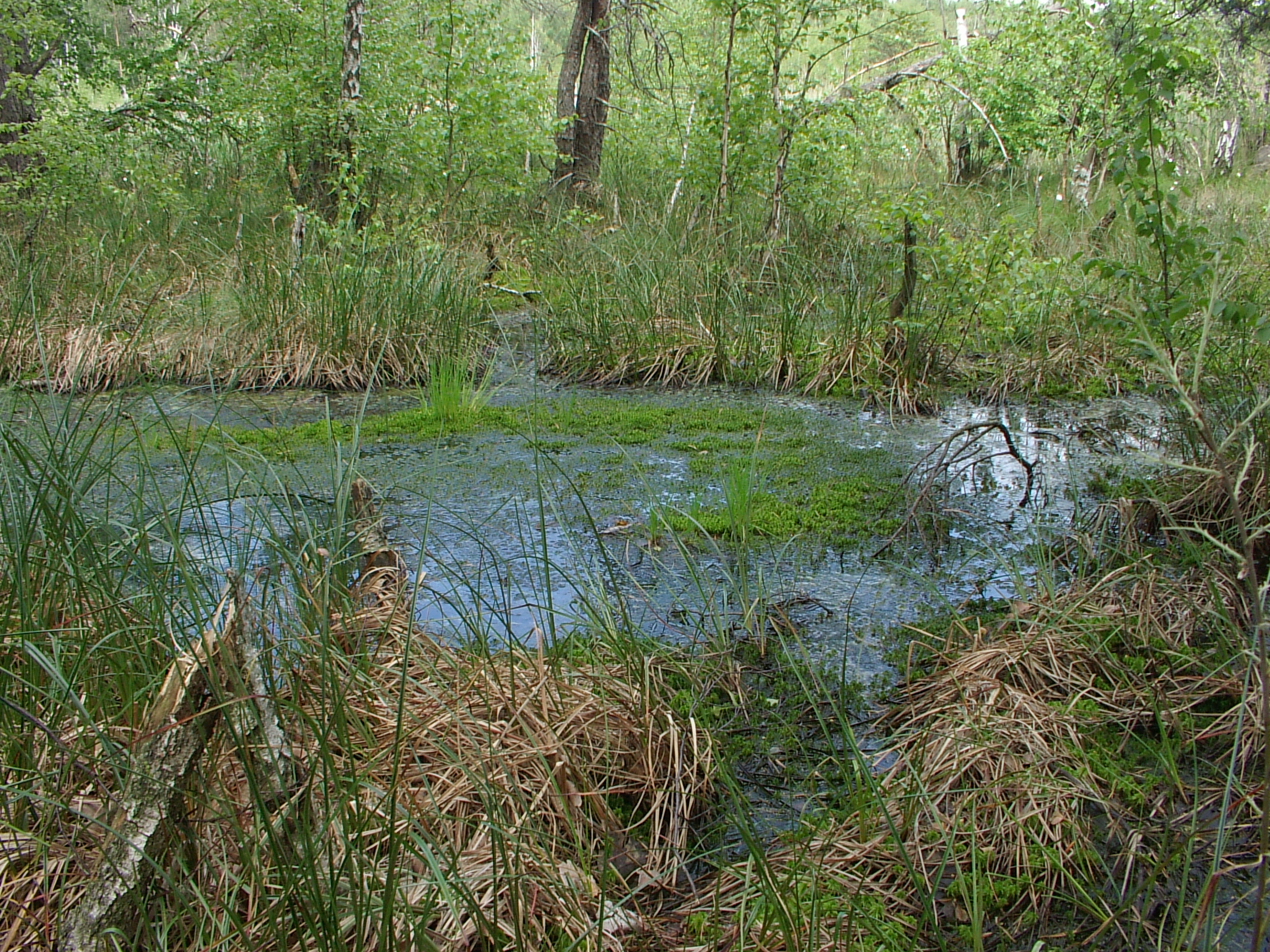
Torfowisko Rąbień

Został utworzony w 1988 roku, a jego powierzchnia wynosi 42,43 ha (akt powołujący podawał 42,12 ha). Celem ochrony rezerwatu jest zachowanie torfowiska wysokiego ze zróżnicowaną roślinnością.
Ochrona obejmuje rozległą dolinę między wydmami, w której znajduje się dawniej eksploatowane torfowisko. Obecnie miąższość torfu na obszarach niewyeksploatowanych wynosi 1,5–3 m.
Najcenniejszym zbiorowiskiem roślinnym w rezerwacie jest mszar torfowcowo-wełniankowy, który jednak jest w wielu miejscach wypierany przez roślinność szuwarową lub leśną.
Część rezerwatu zajmują wyrobiska potorfowe znajdujące się w różnych stadiach sukcesji wtórnej. Najmłodsze, wypełnione brunatną wodą torfianki są porośnięte roślinnością szuwarową – pałkę wąskolistną i trzcinę pospolitą. W starszych zagłębieniach występuje mszar złożony z torfowca odgiętego i wełnianki wąskolistnej. Na nieprzekształconych przez człowieka częściach torfowiska występuje mszar z wełnianką pochwowatą.

### Flora
W rezerwacie występują gatunki roślin chronionych: rosiczka okrągłolistna, kukułka szerokolistna, bagno zwyczajne, modrzewnica pospolita, pływacz drobny. Z roślin niepospolitych rosną tu m.in.: pływacz zwyczajny i żurawina błotna.

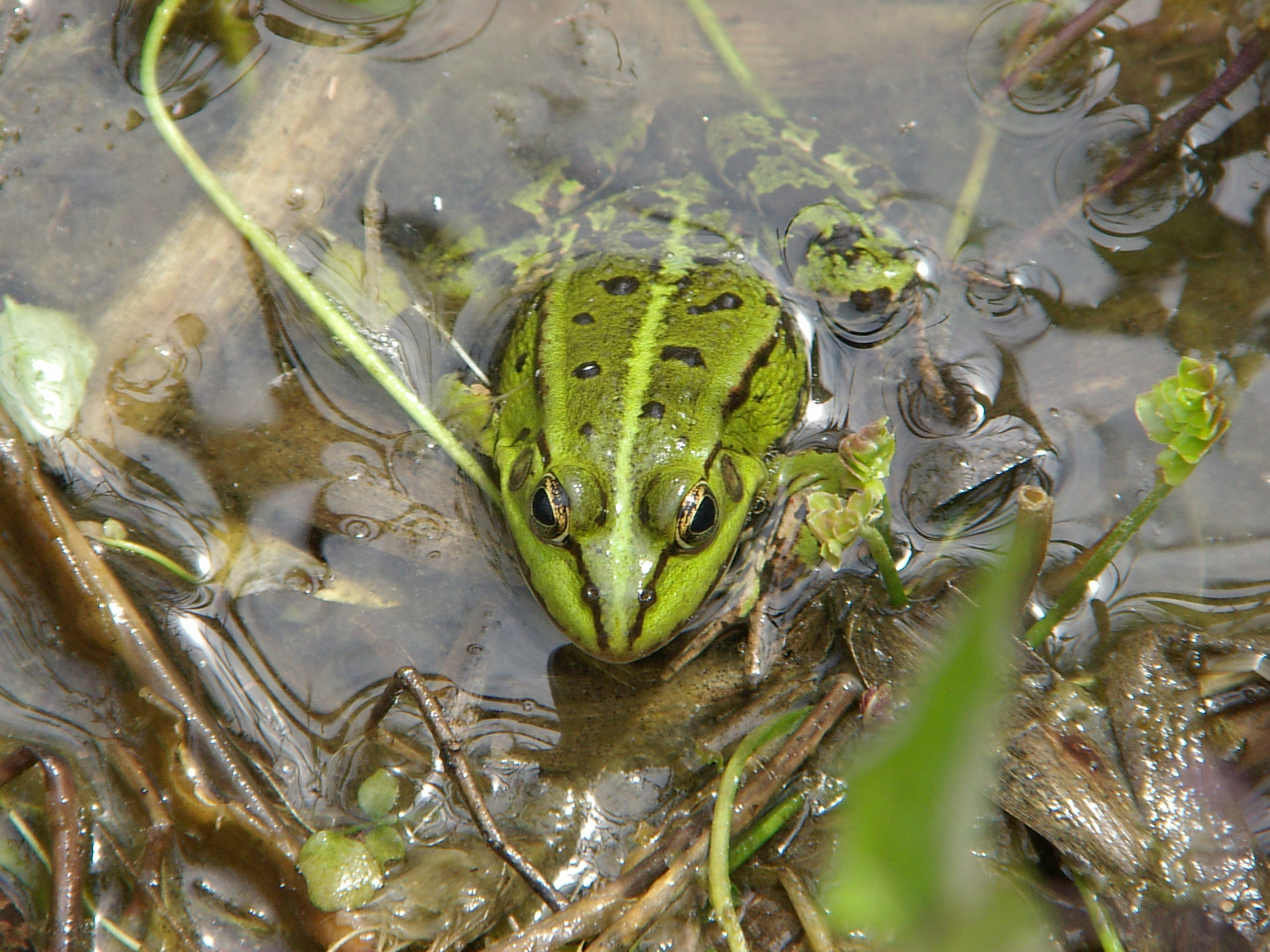
Żaba jeziorkowa

### Fauna
W rezerwacie żyje 68 gatunków ptactwa, głównie wodno-błotnego, w tym rzadko występujące: świerszczak, wodnik, łabędź niemy, błotniak stawowy, dzięcioł średni, kszyk, kropiatka.
Wśród płazów występują: żaba jeziorkowa, niebiesko ubarwiona w okresie godów żaba moczarowa, żaba wodna, żaba trawna, ropucha szara, ropucha zielona, rzekotka drzewna, kumak nizinny, traszka grzebieniasta i traszka zwyczajna.
Gady reprezentują: jaszczurka zwinka i jaszczurka żyworodna.
Ssaki żyjące w rezerwacie to m.in.: kret, ryjówka aksamitna, łasica, lis, zając szarak, piżmak amerykański, mysz leśna i mysz polna, nornica ruda, wiewiórka, dzik, sarna, jeż.